# Моргунов, Андрей Леонардович
Андрей Леонардович Моргунов (Andre Morgunoff; 13 июля 1962, Москва — 2 июля 2025, Атлантик-Сити, Нью-Джерси) — советский и американский композитор, музыкант, музыкальный продюсер.

## Биография
Родился в Москве в семье классических музыкантов. Его бабушка — Мария Алексеева — оперная певица и педагог; мать — Марина Мурсалова — оперная певица; отец — Леонард Моргунов — джазовый трубач (первая труба в оркестре Эдди Рознера), впоследствии профессор в институте имени Гнесиных.
Моргунов окончил музыкальную школу и музыкальное училище при Консерватории, Московскую государственную консерваторию. Работал в эстрадном оркестре Гостелерадио под управлением А. Михайлова. Играл на ударных инструментах в первом составе группы «Автограф», затем перешёл в ВИА «Вечный двигатель», где познакомился с Игорем Кезлей. В качестве аранжировщика около трёх лет сотрудничал с певцом и композитором Юрием Антоновым.
В 1983 году освоил музыкальный компьютер, а в 1984 году вместе с Кезлей основал группу «Новая коллекция». Группа работала в стилях арт-рок, симфо-рок, нью-эйдж. Моргунов применял музыкальный компьютер не только в студии, но и на сцене, став одним из основоположников российской электронной музыки. Немного позже в проект была приглашена певица Лиза Суржикова (младшая дочь тенора Ивана Суржикова). Написали музыку для программ Центрального телевидения «Взгляд» и «До и после полуночи». Записали и выпустили два виниловых альбома. Сняли часовой телефильм о группе с восемью видеоклипами.
В конце 1980-х «Новая коллекция» стала активно выступать за рубежом. В 1988 году Андрей Моргунов подписал контракт с немецким музыкальным издательством и остался в Западной Германии. В течение последующих десяти лет работал в музыкальных студиях в Мюнхене, Берлине, Гамбурге, Брюсселе, Париже и Риме. Записал и выпустил семь сольных альбомов.
Позже Моргунов переехал в США, где проживал в Атлантик-Сити. Автор более чем 250 произведений, композиций, саундтреков.
Скончался 2 июля 2025 года в Атлантик-Сити после тяжёлой и продолжительной болезни.

## Дискография

### Новая коллекция
- 1988 — Новая коллекция (Мелодия, C60 26709 004)
- 1989 — Край наших надежд (Мелодия, С60 29393 005)